# Вангді-Пходранг (дзонгхаг)
Вангді-Пходранг (дзонґ-ке དབང་འདུས་ཕོ་བྲང་རྫོང་ཁག, вайлі Dbang-'dus Pho-brang rdzong-khag) — дзонгхаг у Бутані, відноситься до Центрального дзонгдею. Адміністративний центр — Вангді-Пходранг.

## Географія
Вангді-Пходранг — другий за величиною дзонгхаг Бутану. Влітку помірно жарко, а взимку — прохолодно. Протягом року випадає близько 1000 мм опадів.
65% земель дзонгхагу займають ліси. На півночі 4 гевоги розташовані на території Національного парку Джігме Дорджі. Знаменитий монастир Гангтенг-гомпа розташований в гевогу Гангте, а відоме місце паломництва Boed Langdra знаходиться в гевогу Кажі.

## Адміністративний поділ
До складу дзонгхагу входять 15 гевогів:
| - Атханг - Б'єна - Гангте - Гасецо-Гом - Гасецо-Ом | - Дага - Дангчу - Кажі - Нахі - Н'їшо | - Пханг'єл - Пхобджі - Рупіса - Сепху - Тхедцо |

## Фотогалерея

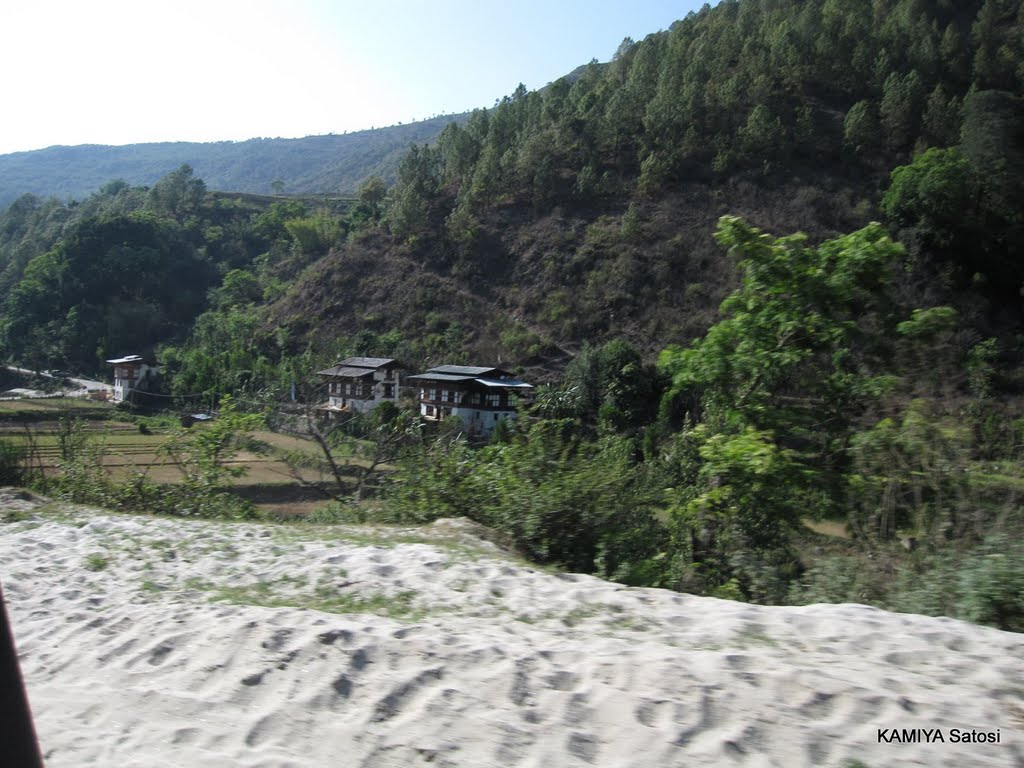
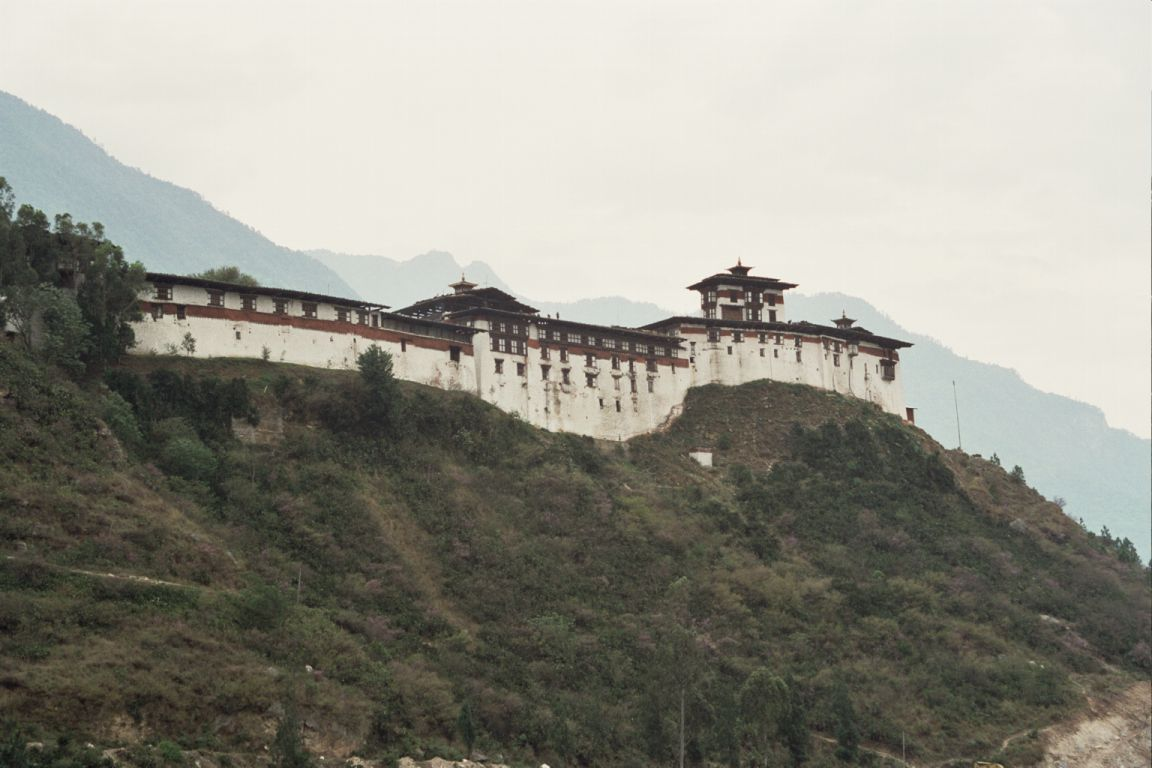
Дзонг Вангді-Пходранг
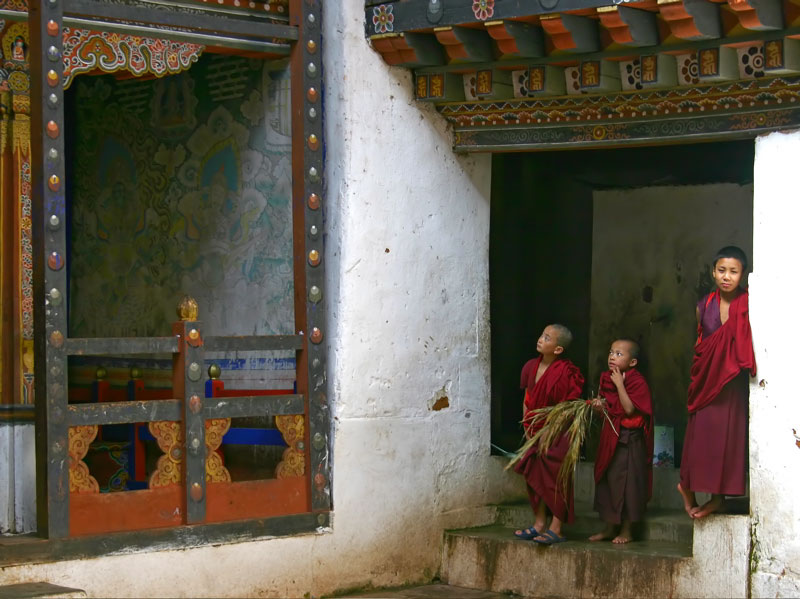
Учні в дзонзі Вангді-Пходранг